# International Radio - Irradio
International Radio successivamente denominata anche (e poi solamente)  Irradio è stata un'azienda italiana produttrice di apparati di riproduzione audio e video ed amplificazione, oggi non più esistente. Il suo logo era costituito dal nome a caratteri stampatelli.
Il marchio Irradio è stato acquistato poi negli anni settanta da soggetti terzi ed utilizzato per la distribuzione di apparati di elettronica, senza però collegamenti con l'azienda iniziale.

## Storia

### Dagli anni trenta agli anni cinquanta
Fondata nel 1930 a Milano da Franco Corrado Bonifacini che, dopo un viaggio negli Stati Uniti, volle investire parte delle finanze dell'attività familiare nel lancio di apparecchi di riproduzione audio, con un'azienda che richiamasse, anche nel marketing, le realtà d'oltreoceano.
Venne così creata la  "International Radio", al cui nome, già verso la prima metà del decennio, venne affiancato "Irradio", che sostituì progressivamente il marchio originario, in pochi anni. Gli slogan aziendali erano "la radio che s'impone" e "la voce che incanta", in una serie di campagne pubblicitarie piuttosto aggressive ed inedite per l'Italia, con manifesti pubblicitari disegnati da autori dell'epoca quali Gino Boccasile.
Alla fine degli anni trenta venne stipulato un accordo con la Blaupunkt per la produzione su licenza di apparati radio. Venivano prodotti i fonoriproduttori D57, D58, B59.
Nel 1940 la sede dell'azienda, in Corso di Porta Nuova 15, venne bombardata. In quell'occasione si decise di costruire un nuovo stabilimento in via dell'Aprica 14.
In quell'epoca la produzione si estese ai giradischi, e ai mobili compositi quali il fono ex 623. Molto spazio si continuò a dare al design degli oggetti, con la creazione di apparati radio da appendere al muro.
Negli anni cinquanta la Irradio investì sia nelle riviste di elettronica (fra le quali Radiorama, all'epoca edita dalla Scuola Radio Elettra) che nel nuovo settore dei televisori, adattando il proprio slogan al nuovo media con "la visione che incanta" e mostrando attenzione alle prime richieste del mercato di massa per televisori con la presentazione, già nel 1955, di apparati relativamente economici, pubblicizzati nella trasmissione Un,due,tre da Ugo Tognazzi. Veniva offerta una garanzia di un anno. Nel 1956, ad esempio, nella "serie oro", la produzione spaziava fra giradischi, radio, TV, e combo:  17T65, 22T66 fono che includeva sia un tubo catodico che un apparato radio.

### Gli anni sessanta e la chiusura
Nel 1957 la sede fu portata in quella che sarà l'ultima ubicazione della Irradio: uno stabile nuovo in via Faravelli 14, in un edificio a forma di U e quattro piani fuori terra, con un'area di 7000 metri quadrati e 370 dipendenti, adeguata ai macchinari necessari per la nuova produzione. Per l'attività espositiva, sulla quale Irradio puntava molto, venne affittato stabilmente uno spazio di mostra e vendita in Piazza San Babila 4a.  Molti oggetti Irradio venivano poi messi in palio attraverso concorsi a premi e sistematica era la campagna pubblicitaria su riviste, in televisione, ed addirittura sui pacchetti di sigarette.
L'attività industriale proseguì per tutti gli anni sessanta, nel corso dei quali l'azienda - che non produceva apparati di alta fedeltà, e quindi sentì per prima, al pari di simili aziende (quali la Lesa di Tradate) la concorrenza asiatica, tentò di adeguarsi al nuovo mercato dei mangiadischi e degli oggetti di design. In questo senso la collaborazione con il designer Mario Bellini, per la produzione di apparati portatili quali l'Irradiette del 1968, successivamente ridenominato Fonorette,  che venne proposta anche in abbonamento ad una scheda fedeltà per i carburanti della Esso.
Le politiche aziendali non riuscirono però ad invertire la tendenza di crisi, portando la Irradio - dopo una serie di agitazioni e interventi sindacali - alla chiusura definitiva, all'inizio del 1970. La sede aziendale, riconvertita negli anni novanta ad uffici e spazi per attività produttive più piccole, e successivamente abbandonata, è stata oggetto di un progetto di demolizione per la costruzione di edifici residenziali.

## Il marchio Irradio
Nel 1970, il solo marchio Irradio fu acquistato da Melchioni S.p.A., gruppo milanese attivo nella produzione e distribuzione di elettronica di consumo e componenti elettronici, che ne cambiò il logo più volte (prima in una serie di poligoni, poi nuovamente con una nuova stilizzazione delle lettere del nome) e lo utilizzò nel corso del decennio e degli anni ottanta, prima per la commercializzazione di oggetti propri - come le prime consolle video, fra le quali il TVG888, nonché televisori, radio, registratori, e apparati di filodiffusione - e, successivamente, dagli anni novanta, per quella di materiale elettronico d'importazione, senza però connessioni con l'azienda originaria.